# Segunda ofensiva de Quneitra
La Segunda ofensiva de Quneitra fue iniciada por las fuerzas del Ejército Libre Sirio (ELS), en el marco de la Guerra civil siria, con el objetivo de capturar los últimos bastiones del gobierno en la gobernación de Quneitra, así como conectar a las partes del sur del país en manos de los rebeldes con el oeste de Ghouta.

## Desarrollo
El 16 de junio, la ofensiva fue lanzada sin aclararse quién era su principal ejecutor. Según algunos informes, la operación fue iniciada por el Frente del Sur del ELS, mientras que otros afirmaban que se trataba de una nueva coalición denominada Jaish al-Haramoun, establecida por el Frente Al Nusra. Según un vocero del Frente del Sur, la participación de al Nusra estaba prohibida, ya que «no comparte la visión de una Siria libre por la que luchamos.»
Al día siguiente, los rebeldes rodearon la ciudad drusa de Hadar, luego de hacerse con Tulul al-Hamar, incluyendo la estratégica colina de Tal Hamr, al norte de la ciudad. Una fuente opositora aseguró que la colina de Tal Shaar y el poblado de Jaba habían sido capturadas, mientras que otra lo negó, pero afirmó que se encontraban en poder de la colina de Tal Bezaq. Por otro lado, el ejército aseguró haber repelido la ofensiva tanto en Tal Shaar y Tal Bezaq, así como haber matado a 200 rebeldes.
El 19 de junio, el OSDH informó que los rebeldes se habían hecho con grandes cantidades de armas y municiones durante los combates de Tulul al-Hamar, mientras que el gobierno envió refuerzos para ayudar a las milicias drusas en Hader. Ese mismo día, la 9va División recapturó la colina de Tal Hamr, poniendo fin al asedio en Hader. en respuesta al contraataque gubernamental, los rebeldes también hicieron traer refuerzos.
El 20 de junio, el Ejército de la Conquista en la región austral del país fue establecida, e inmediatamente comenzó a tomar parte en la campaña de Quneitra, mientras que el ELS anunció el comienzo de la batalla para liberar la ruta que conduce al oeste de Ghouta. Al día siguiente, el 1er Ejército, perteneciente al ELS, sostuvo que no cooperaría con el Ejército de la Conquista.
Para el 23 de junio, los combates continuaban en las localidades de Beit Jinn, Jabatha Al-Khashab y Ufaniyah. Los rebeldes volvieron a capturar varias posiciones en Tulul al-Hamar, y el Ejército intentó recuperarlas durante los siguientes días.

## Reacciones
- Israel — El país hebreo, que cuenta con una importante población drusa, mantuvo toda su atención en la ofensiva. La BBC reportó que «miles de drusos protestaron en localidades a lo largo de Israel, reclamándoles al gobierno y la comunidad internacional que acudan en ayuda de sus hermanos en Siria». El gobierno israelí declaró que no se enviarían tropas a áreas drusas en Siria, aunque sí presionaron a Estados Unidos para que aumente la ayuda enviada a las mismas. Sin embargo, Gadi Eizenkot, comandante en jefe de las FDI, afirmó que «las FDI harán todo lo posible para impedir una masacre de refugiados sirios que han buscado refugio cerca de la frontera con Israel.»

- Líbano — Las reacciones ente los políticos drusos libaneses fueron variadas, aunque todas expresaron su preocupación por las poblaciones de esa etnia en Siria. Walid Jumblatt, líder del Partido Socialista Progresivo, «pidió a los drusos de Siria que apoyen la rebelión en su país, argumentando que la verdadera amenaza para ellos provenía de un gobierno que mataba a decenas de personas cada día.» Por otro lado, Wiam Wahhab, del Movimiento por la Unificación Libanesa y defensor del presidente Bashar Al Assad, se mostró en desacuerdo con Jumblatt y «realizó un llamamiento para 'dinero, voluntarios y armas' para ayudar a aquellos en Suweida a defenderse a sí mismos.»